# کینگیانگ
کینگیانگ (به لاتین: Qingyang) یک شهر مرکزی در جمهوری خلق چین است که در گانسو واقع شده‌است. کینگیانگ ۲۷٬۱۱۹ کیلومتر مربع مساحت و ۲٬۲۱۱٬۱۹۱ نفر جمعیت دارد.